# 9269 Peterolufemi
9269 Peterolufemi este o planetă minoră (asteroid), cu un diametru de 3,117 km, din centura de asteroizi. A fost descoperită pe 7 noiembrie 1978 la Observatorul Palomar de Eleanor F. Helin. 
Obiectul prezintă o orbită caracterizată de o semiaxă mare de 2,5672342 UAi, o excentricitate de 0,15, o înclinație de 13,15826 ° în raport cu ecliptica.